# Bathycellaria profundis
Scrupocellaria profundis is een mosdiertjessoort uit de familie van de Candidae. De wetenschappelijke naam van de soort is, als Scrupocellaria profundis, voor het eerst geldig gepubliceerd in 1950 door Osburn.